# Renta socjalna
Renta socjalna – świadczenie wypłacane co miesiąc przez Zakład Ubezpieczeń Społecznych osobom niezdolnym do pracy. Prawo do renty socjalnej przysługuje osobom pełnoletnim, mieszkającym w Polsce, posiadającym orzeczenie o całkowitej niezdolności do pracy (stałe lub czasowe). Renta socjalna przysługuje osobom, które nie wypracowały okresu składkowego przed utratą zdrowia (np. niepełnosprawnym od urodzenia, niepracującym studentom i doktorantom). Renta ta stanowi 100% najniższej renty z tytułu całkowitej niezdolności do pracy i podlega corocznej waloryzacji.
ZUS przyznaje i wypłaca rentę od 1 października 2003 roku. Możliwe jest przyznanie renty stałej (gdy niezdolność do pracy ma charakter stały) lub czasowej. Wypłata renty zostaje zmniejszona, jeśli odbiorca świadczenia osiąga dochód w wysokości przekraczającej 70% przeciętnego miesięcznego wynagrodzenia za pracę w kwartale, dla którego dane te ostatnio ogłosił Główny Urząd Statystyczny, i rozliczana na zasadzie złotówka za złotówkę od nadwyżki względem 70% średniego wynagrodzenia. 